# Петровски
„Петровски“ е стадион, намиращ се в Санкт Петербург, Русия. „Зенит“ (Санкт Петербург) играе на него домакинските си мачове.
Открит е през 1925 г. По време на Втората световна война е реконстуиран. След реконструкцията е побирал 33 000 зрители. В края на 1970-те години отново е реконструиран.
Сегашното си име стадионът получава през 1992 г. От 1995 г. на него домакинските си мачове играят Зенит. Същата година на „Петровски“ се играе мачът за титлата на Русия между „Алания“ и „Спартак“ (Москва).
На 11 август 2010 националният отбор на Русия играе за първи път на „Петровски“, в мач срещу отбора на България.